# 八仙嶺郊野公園

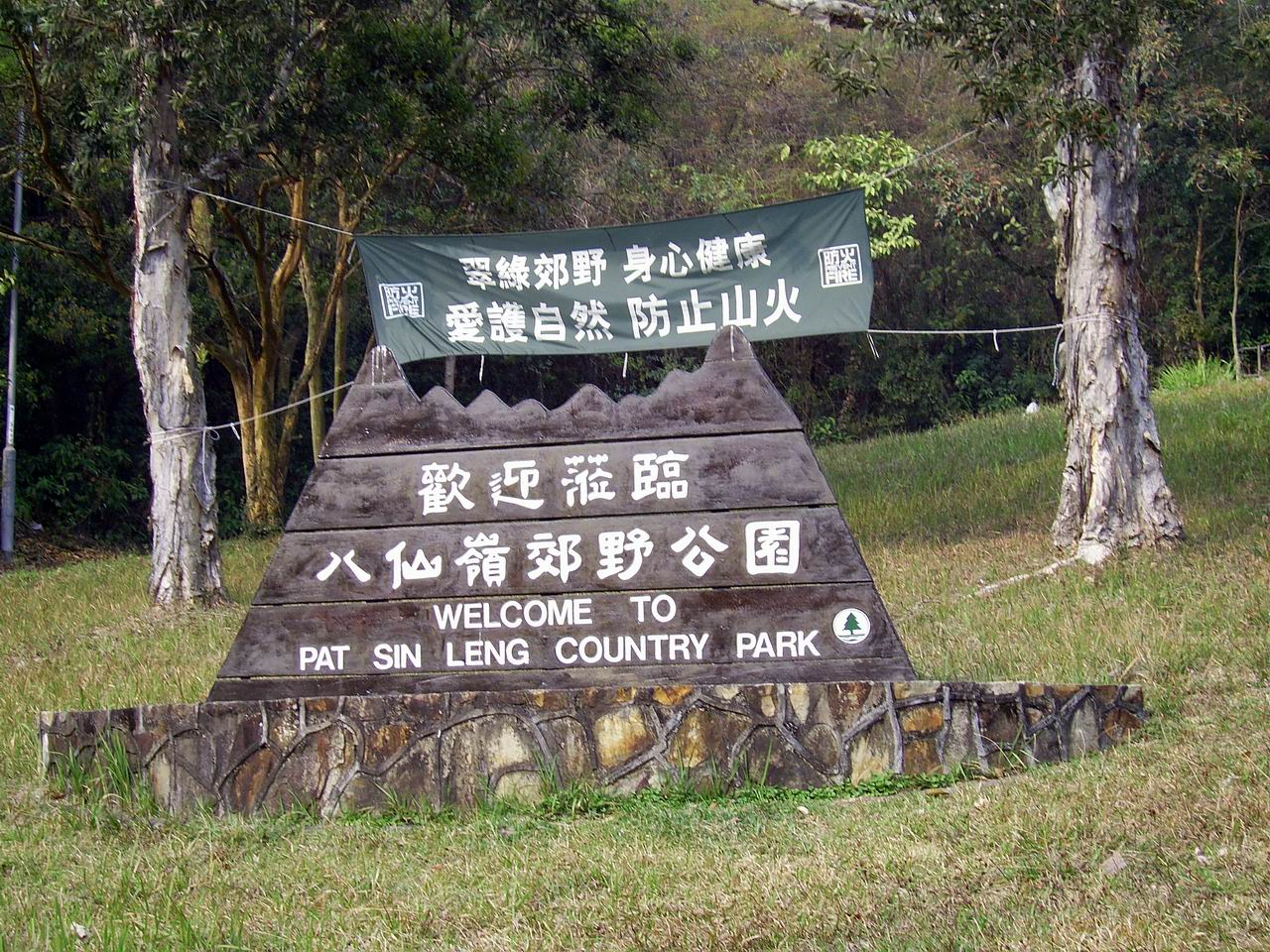
位於粉嶺流水響道的八仙嶺郊野公園名牌

八仙嶺郊野公園（英語：Pat Sin Leng Country Park）於1978年4月7日劃定，是香港郊野公園之一，位於香港新界東北部的八仙嶺，佔地3,125公頃，毗鄰附近的船灣郊野公園。

## 範圍
除八仙嶺外，此公園範圍亦包括犁壁山、黃嶺、屏風山、九龍坑山及龜頭嶺等山峰。而衛奕信徑第九及第十段亦橫跨公園範圍。

## 位置、景點及設施

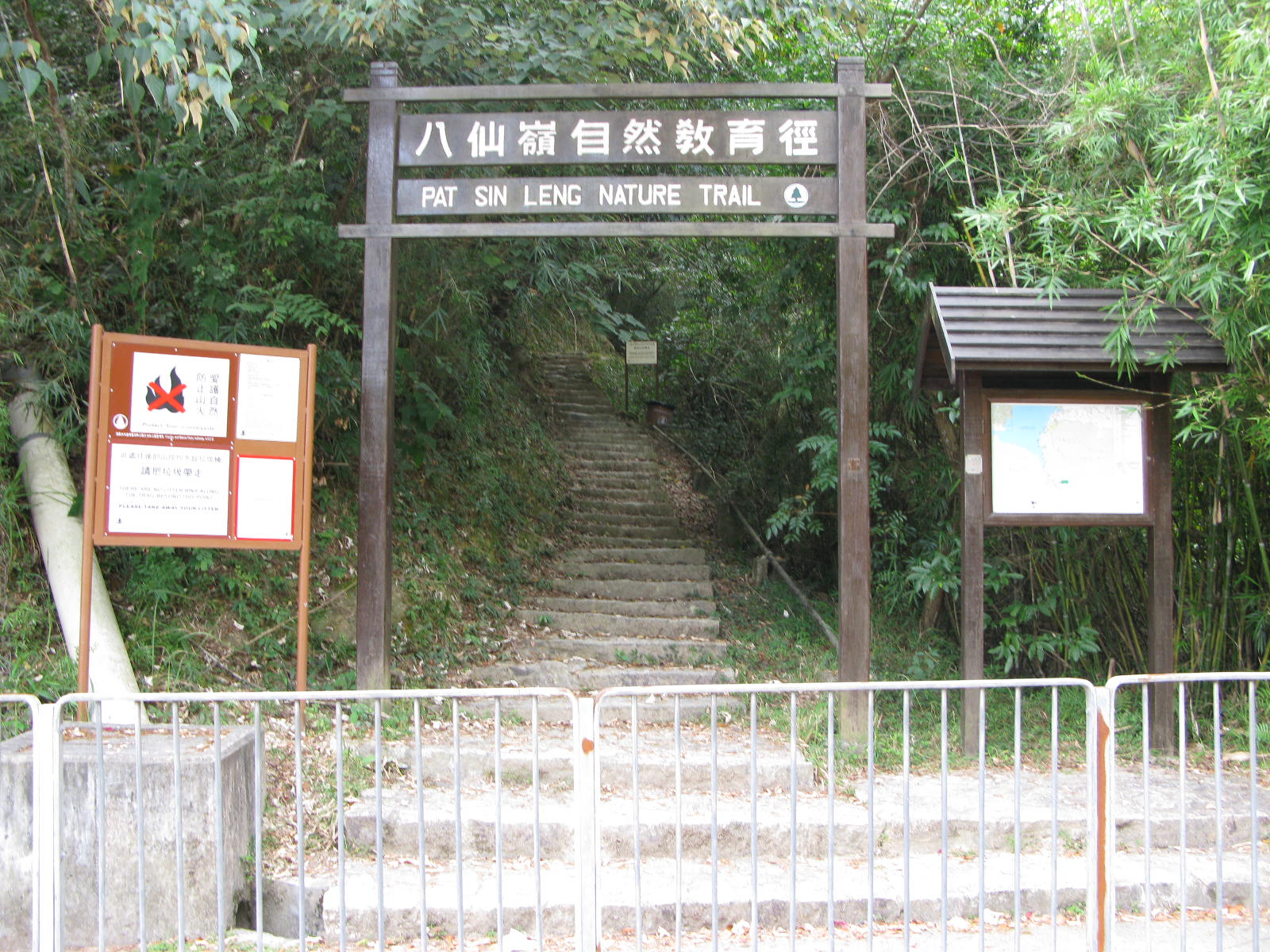
位於新娘潭路的八仙嶺自然教育徑入口

- 純陽峰：八仙嶺的主峰，高590[1][2]或591公尺[3]，可眺望至吐露港。
- 春風亭：為紀念於1996年八仙嶺山火中捨身救學生的兩位教師（周志齊老師、王秀媚老師）而建[1][3][4][5]，位於「仙姑峰」南麓的「八仙嶺自然教育徑」入口附近。
- 鶴藪水塘[2][4]
- 流水響水塘：有「港版輕井澤」之稱。[6]
- 沙螺洞：位於公園南部，有「蜻蜓之鄉」稱號。[5]
- 汀角濕地：位於公園南部，現為「具特殊科學價值地點」。[5]
- 鹽灶下和其風水林：位於公園北部，是鷺鳥棲息處，曾被列為「具特殊科學價值地點」。[7][8]
- 燒烤設施：新娘潭道旁的涌背燒烤和郊遊場及涌尾燒烤場亦屬於此公園範圍。

## 郊遊路線
包括「鶴藪郊遊徑」、「流水響郊遊徑」、「南涌郊遊徑」、「鶴藪水塘家樂徑」、「鳳坑家樂徑」、「八仙嶺自然教育徑」及「涌背樹木研習徑」。

## 石屋廁所
- 流水響
- 鶴藪燒烤塲
- 鶴藪營地
- 涌背
- 新娘潭（九巴275R巴士總站）
- 鹿頸（南涌）

## 外部連結
- 漁農自然護理署 八仙嶺（页面存档备份，存于）